# Novembre 1783

## Événements
- 1er novembre : chute d'Henri d'Ormesson.

- 2 novembre : à Rocky Hill (New Jersey), le Général George Washington prononce Farewell Address to the Army, (Adresse d'adieu à l'armée)

- 3 novembre :
  - États-Unis : Thomas Mifflin est élu Président du Congrès continental.
  - France : Calonne devient ministre des finances (fin en 1787). Pour relancer la confiance, il pratique une politique de dépenses publiques (canaux, urbanisme, spéculation boursière) qui place le pays, ruiné par la guerre américaine, dans une situation catastrophique.

- 21 novembre : Joseph et Étienne Montgolfier réalisent la première ascension aérienne d'une montgolfière (gonflée à l'air chaud) pilotée par Jean-François Pilâtre de Rozier et François Laurent Marquis d'Arlandes.

- 25 novembre : les dernières troupes britanniques quittent New York[1].

- 26 novembre : le Congrès continental se réunit à "Maryland State House" à Annapolis dans le Maryland. C'est donc la capitale jusqu'au 19 août 1784.

## Naissances
- 3 novembre : Pierre Marcel Toussaint de Serres (mort en 1862), géologue et naturaliste français.
- 16 novembre : Curro Guillén (Francisco Herrera Rodríguez), matador espagnol († 21 mai 1820).
- 25 novembre : Claude-Louis Mathieu (mort en 1875), astronome français.

## Décès
- 1er novembre : Carl von Linné le Jeune (né en 1741), naturaliste suédois.
- 22 novembre : John Hanson (né le 14 avril 1721),premier président du second congrès continental américain.